# Gai Antisti Vet (cònsol any 23)
Gai Antisti Vet (en llatí Caius Antistius Vetus) va ser un magistrat romà. Era fill de Gai Antisti Vet (cònsol 6 aC). Formava part de la gens Antístia i portava el cognomen de Vet.
L'any 20 era pretor urbà. Va ser elegit cònsol l'any 23 amb Gai Asini Pol·lió. Després va ser curator riparum et alvei Tiberis, membre d'una comissió del senat per a netejar i reparar el llit i les vores del Tíber per a prevenir inundacions.